# Olga Podfilipska-Krysińska
Olga Marta Podfilipska-Krysińska (ur. 1974 w Łodzi) – polska złotniczka, doktor nauk o sztukach pięknych, nauczycielka akademicka w Akademii Sztuk Pięknych w Łodzi.

## Życiorys
Uczęszczała do I Liceum Ogólnokształcącego im. Mikołaja Kopernika w Łodzi. Studiowała historię sztuki na Uniwersytecie Łódzkim (1992–1995). Ukończyła z wyróżnieniem Akademię Sztuk Pięknych im. Strzemińskiego w Łodzi w Pracowni Projektowania Biżuterii Andrzeja Szadkowskiego (1999). Studiowała i stażowała także w galerii bursztynu w Nidzie w Litwie, na Wydziale Projektowania Biżuterii Politechniki w Lahti (1999), w Szkole Projektowania Biżuterii i Technik Jubilerskich Metallo Nobile we Florencji (2002). W 2002 odbyła staż projektowy w firmie jubilerskiej Torrini we Florencji. W latach 2003–2006 współpracowała z Autorskim Biurem Projektów „Wzornik” w Milanówku.
Od 2000 do 2004 pracowała jako projektantka wyposażenia wnętrz w łódzkiej firmie Medical Magnus. Od 2004 pracowała jako wykładowczyni w Katedrze Projektowania Biżuterii ASP w Łodzi. (obecnie Instytut Biżuterii). W 2011 uzyskała stopień doktora nauki o sztukach pięknych w zakresie sztuk projektowych, przedstawiwszy pracę Światło jako zaczyn sztuki, niewyrażalne pulsowanie i wibracje współczesnej biżuterii (promotor – Andrzej Boss). 19 grudnia 2019 został jej nadany stopień doktor habilitowanej na podstawie dzieła Jasna strona. Biżuteria. Od 2013 pracowała na stanowisku adiunkta, a we wrześniu 2020 została profesorem uczelni. Do września 2020 była kierowniczką Instytutu Biżuterii (dawniej Katedry Biżuterii). Prowadzi tam także Pracownię Emalii. W pracy badawczej zajmowała się m.in. badaniem różnic w fakturach i ażurach oraz wizualizacją form biżuterii w programie 3D.
W latach 2020–2024 pełniła funkcję dziekany Wydziału Sztuk Projektowych ASP w Łodzi. W 2024 została prorektorką do spraw rozwoju i współpracy ASP w Łodzi.
Redaktor tematyczna numeru design.pl czasopisma artystycznego "Powidoki" 
Stypendystka Krajowego Funduszu na rzecz Dzieci oraz Collegium Invisibile w zakresie teorii sztuki. Brała udział w wielu konkursach i wystawach w Polsce i poza jej granicami – swoje prace prezentowała m.in. na Litwie, we Włoszech, w Niemczech i w Korei Południowej. W 2003 otrzymała I nagrodę w kategorii Młody Projektant w polskiej edycji konkursu ProDeco czasopisma „Elle Decoration”.
Jej prace znajdują się w zbiorach Muzeum Narodowego w Warszawie i Muzeum Okręgowego w Sandomierzu.

## Wystawy indywidualne
- 2023 – „Ślad”, Akademickie Centrum Designu ASP w Łodzi[12]
- 2023 – „l'arbre magique. magiczne drzewo”, instalacja świetlna podczas 13. Light Move Festival w Łodzi[13]
- 2018 – „Światło – Cienie”, Galeria YES w Poznaniu[14]
- 2016 – „Jasna strona. Biżuteria”, Galeria Otwarta w Sandomierzu[15]
- 2012 – „Świetlna Biżuteria” podczas drugiej edycji Festiwalu Kinetycznej Sztuki Światła w Łodzi[7]
- 2012 – wystawa indywidualna podczas targów „Kobieta w wielkim mieście”, Łódź[7]
- 2011 – „Światło jako zaczyn sztuki”, ASP, Łódź[7]
- 2008 – „W stronę biżuterii”, Teatr Współczesny w Warszawie[7]
- 2002 – wystawa indywidualna w Szkole Projektowania Biżuterii i Technik Jubilerskich Metallo Nobile we Florencji[7]

## Nagrody i wyróżnienia
- 2008 – BRYLANT/BRYLART – Galeria YES, Poznań – wyróżnienie[7]
- 2003 – konkurs ProDeco organizowany przez Elle Decoration – kategoria Młody Projektant – I nagroda[7]